# Hans Martin (Radsportler)
Hans Martin (* 29. April 1913 in Zürich; † 30. Mai 2005 in Opfikon) war ein Schweizer Radrennfahrer, Kunstflieger und Erfinder.
1933 belegte Hans Martin im Alter von 20 Jahren als Amateur Rang zehn bei der Strassen-WM. 1934 wurde er Schweizer Meister im Strassenrennen der Amateure. Von 1935 bis 1946 war er Profi. 1938 gewann er die Meisterschaft von Zürich, wurde Zweiter der Schweizer Meisterschaft im Strassenrennen der Profis und Zehnter der Strassen-Weltmeisterschaft. 1940 wurde er nationaler Meister der Steher und Zweiter im Strassenrennen, 1943 gewann er ein zweites Mal den Steher-Titel. 1950 führte er Walter Diggelmann als Schrittmacher zum Schweizer Stehertitel und 1956 Walter Zehnder.
Nach Beendigung seiner aktiven Radsport-Karriere wurde Martin Sportlicher Leiter des Cilo-Teams und führte die Mannschaft sechsmal bei der Tour de Suisse zum Sieg, dreimal mit Tour-de-France-Sieger Hugo Koblet. 1949 war er der erste vom Verband berufene Leiter einer Schweizer Nationalmannschaft bei der Tour de France. Eine weitere Leidenschaft neben dem Radsport war der Kunstflug, wo er es 1956 zu Meisterehren brachte.
Anfang der 1950er Jahre machte Hans Martin eine bahnbrechende Erfindung: Er entwickelte den ersten Skischuh mit Schnallen. Als leidenschaftlicher Skifahrer hatte er sich in einer vollen Liftkabine darüber geärgert, dass er seine enggeschnürten Skistiefel nicht hatte öffnen können. Nachdem Roger Staub mit solchen Schuhen bei den Olympischen Winterspielen 1960 in Squaw Valley Olympiasieger geworden war, begannen sie ihren Siegeszug. Später kamen noch weitere Erfindungen wie eine neuartige Bindung, der Skistopper und der erste Schuh mit Hinteneinstieg hinzu.